# ريبونوكليوسيد
الريبونوكليوسيدات هي جزيئات كيموحيوية تتكون بواسطة ترابط قاعدة نيتروجينية وريبوز ، وهي نوع من النوكليوسيدات حين تتم فسفرتها تنتج مركبات تسمى ريبونوكليوتيدات وهي أحد أنواع النوكليوتيدات.

## أمثلة
كل هذه الريبونيكليوسيدات هي من مكونات الحمض النووي الريبوزي
| ريبونيكليوسيد |          |              |         |         |
| أدينوزين      | غوانوزين | ريبو ثايمدين | يوريدين | سيتيدين |